# Pedro Mendy
Pedro H. Mendy (ur. w 1872, zm. 21 października 1943) – urugwajski szermierz.
Uczestniczył w Letnich Igrzyskach Olimpijskich, w 1924 roku, odpadając w eliminacjach. Brat Domingo Mendiego.